# Le Vaulmier
 Le Vaulmier  es una población y comuna francesa, situada en la región de Auvernia, departamento de Cantal, en el distrito de Mauriac y cantón de Salers.

## Demografía
| 292 | 209 | 158 | 148 | 114 | 87 |
| Para los censos de 1962 a 1999 la población legal corresponde a la población sin duplicidades (Fuente: INSEE [Consultar]) |     |     |     |     |    |